# Annalen der Joseon-Dynastie
Die Annalen der Joseon-Dynastie (koreanisch Joseon wangjo sillok [cosən.waŋʝoʃillok]) umfassen die Ereignisse von 472 Jahren (1392–1863) und machen insgesamt 1.893 Bücher aus, geschrieben in Hanja. Diese voluminösen Werke sind einzigartig in der Geschichtsschreibung der ganzen Welt sowohl ihrem Umfang nach als auch für eine einzige Dynastie. So sind sie im Jahr 1997 von UNESCO als Weltkulturerbe aufgenommen worden.